# Saurornitholestes
Saurornitholestes ("ladrón reptil-ave") es un género con 2 especies conocidas de dinosaurios terópodos dromeosáuridos, que vivieron a finales del periodo Cretácico, hace aproximadamente entre 77 a 68 millones de años, desde el Campaniense al Maastrichtiense, en lo que hoy es Norteamérica. Dos especies han sido nombradas, Saurornitholestes langstoni en 1978 y Saurornitholestes sullivani en 2015. Saurornitholestes era un pequeño dinosaurio carnívoro bípedo, equipado con una garra retráctil en forma de hoz en el segundo dedo de cada pie.

## Descripción

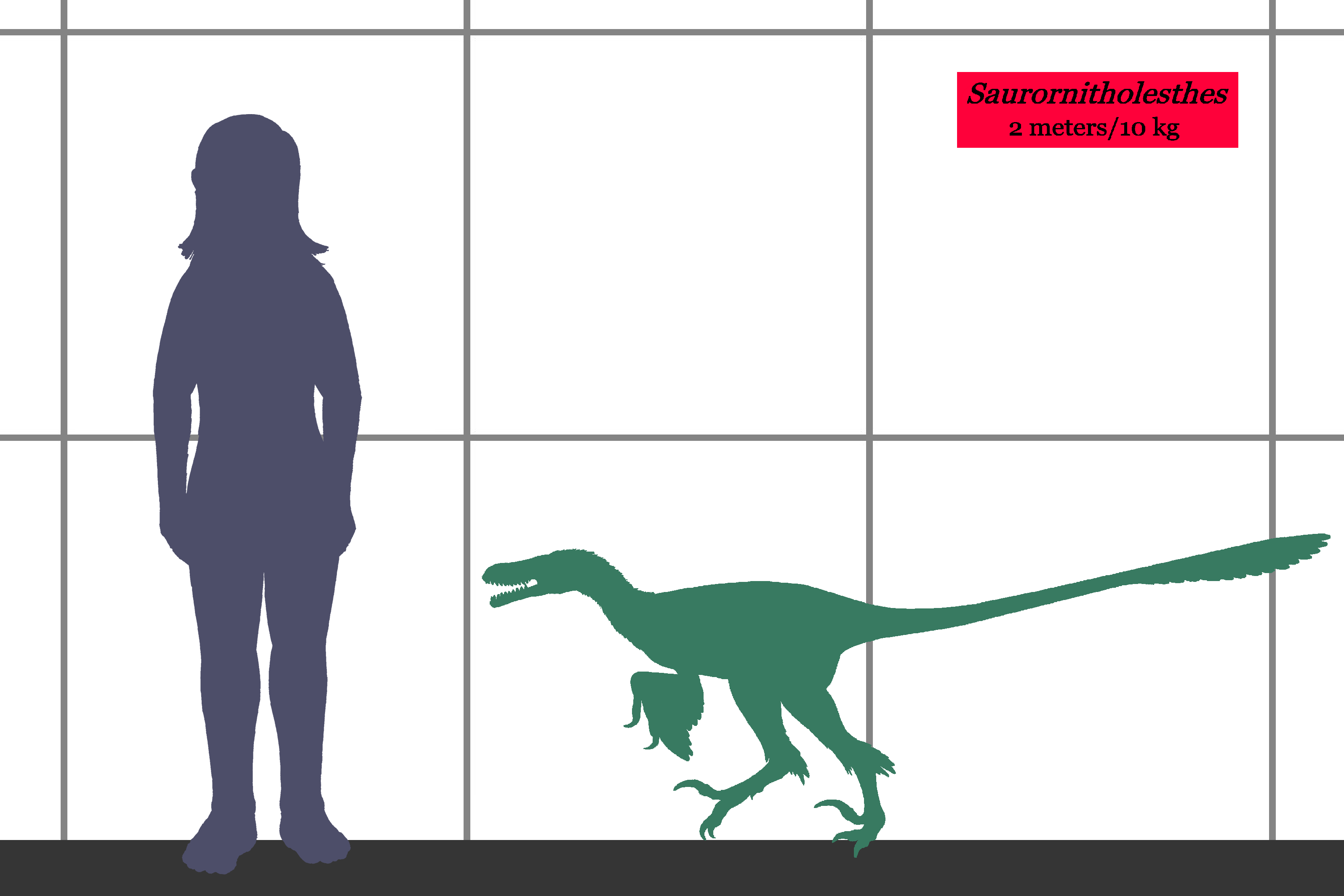
S. langstoni comparado con un ser humano

Como otros terópodos de la familia Dromaeosauridae, Saurornitholestes era un dinosaurio carnívoro bípedo, equipado con una garra retráctil con forma de hoz en el segundo dedo de cada pie. Medía aproximadamente 1,8 metros de largo de longitud y de 10 kilogramos de peso. Alcanzaba una altura de 60 centímetros hasta las caderas. Saurornitholestes era más ligero y tenía las patas más largas que otros dromeosáuridos como Velociraptor o Dromaeosaurus. Saurornitholestes se parece más al primero, en tener dientes grandes, parecidos a colmillos, en la parte frontal de las mandíbulas, aunque las relaciones precisas de los Dromaeosauridae todavía se comprenden relativamente poco. Saurornitholestes debió haber tenido un excelente sentido del olfato, ya que su cráneo sugiere que tuvo un inusual gran bulbo olfativo. Los segundos dientes premaxilares de al menos Saurornitholestes, Velociraptor y Bambiraptor pueden haber sido estructuralmente especializados para acicalarse las plumas. Ésta también puede haber sido la función de los inusuales dientes premaxilares de los oviraptorosaurianos Protarchaeopteryx e Incisivosaurus.

## Descubrimiento e investigación
En 1974, la paleontóloga aficionada canadiense Irene Vanderloh descubrió el esqueleto de un pequeño terópodo cerca de Steveville en Alberta. Se lo mostró a John Storer del Museo Provincial de Alberta, quien se lo comunicó a Hans-Dieter Sues. En 1978, Sues nombró y describió el espécimen como la especie tipo Saurornitholestes langstoni. El nombre genérico hace referencia a los Saurornithoididae, debido al parecido con este grupo que hoy se considera parte de los Troodontidae y combina su nombre con un griego lestes, "ladrón". El nombre específico honra a Wann Langston , Jr.
El espécimen holotipo, TMP 1974.10.5, fue descubierto en una capa de la Formación Dinosaur Park que data del Campaniano tardío. Consiste en un esqueleto muy fragmentario que incluye dientes, elementos del cráneo, dos vértebras, costillas, elementos de la cola y una parte de la mano. También se asignaron tres paratipos, CMN 12343, CMN 12354 y UA 5283, todos frontales.

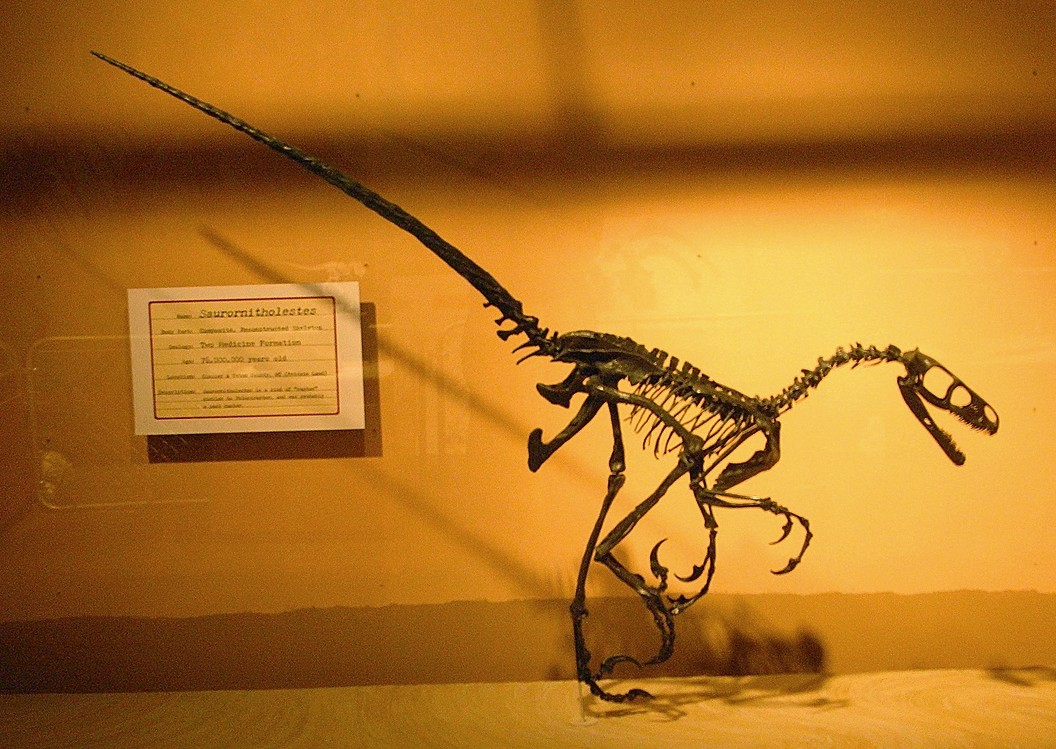
Esqueleto S. langstoni en el museo de las Rocosas.

Hoy se conocen dos esqueletos parciales más completos y más grandes, RTMP 88.121.39 y MOR 660, docenas de huesos aislados y decenas de dientes en las tierras baldías del Dinosaur Provincial Park en Alberta. La mayoría de ellos se encuentran en el Museo de Paleontología Royal Tyrrell, en Drumheller, Alberta y permanecen sin describir. Los restos de Alberta y Montana generalmente se atribuyen a la única especie Saurornitholestes langstoni, aunque provienen de una variedad de formaciones rocosas que indican un amplio lapso de tiempo. Por ejemplo, la Formación Oldman, que data de hace unos 77 millones de años  y la Formación Dos Medicinas hace unos 72 millones de años y de las formaciones Foremost de Alberta y en Río Judith. Se conocen posibles fósiles indeterminados de la Formación Hell Creek en Montana , Dakota del Norte y Dakota del Sur, que datan de hace unos 66 millones de años. Se encuentran dientes similares en depósitos más jóvenes, que datan de hace unos 70 a 69 millones de años, pero se desconoce si representan S. langstoni o una especie diferente relacionada. Se han informado fósiles de Saurornitholestes de tamaño neonatal en la literatura científica.
También se han encontrado fósiles fragmentarios de Saurornitholestes en la mitad oriental de América del Norte. Un diente encontrado en Mooreville Chalk de Alabama ha sido asignado al género. En 2015, Schwimmer et al. identificó la existencia de Saurornitholestes langstoni de las formaciones Tar Heel , Coachman y Donoho Creek de Carolina del Norte y del Sur con base en dientes de diagnóstico y un ungual del pedal. Esto también convierte a S. langstoni en el único taxón de dromeosáuridos reportado con certeza en la costa este. Los paleontólogos de la Universidad de Alberta que trabajan en Japón están preparando un esqueleto bien conservado de Saurornitholestes descubierto en 2014. Después de examinar el cráneo de ese espécimen, Currie y Evans anunciaron en 2019 que los dientes de Zapsalis de la Formación Dinosaur Park representaban el segundo diente premaxilar de S. langstoni.
La segunda especie, Saurornitholestes sullivani, es conocida de la fauna Hunter Wash de la Formación Kirtland en Nuevo México, basado en el frontal SMP VP-1270. Fue descripta y nombrada en 2015 por Steven E. Jasinski. Se diferencia de S. langstoni en los caracteres del frontal.
Los fragmentos postcraneales son muy similares a Deinonychus, pero a la ausencia de caracteres diagnóstico de los dromeosáuridos del cual es un probable familiar pero la asignación pero no es del todo segura. Los dos dientes asociados son indistinguibles de los de Deinonychus, aunque G. S. Paul concluye que Saurornitholestes es un sinónimo más moderno del Velociraptor.

### Especies mal asignadas
Una especie anteriormente asignada al género, Saurornitholestes robustus fue descrita por Sullivan en 2006, aunque ahora se cree que debería tener su género propio. S. robustus es más robusta que la especie tipo. Se basa en un frontal, con dientes y un ungular del pedal referido.  El nombre específico se refiere al gran grosor de este hueso, único rasgo en el que se sabe que la especie se diferencia de S. langstoni. El holotipo se encontró en la fauna de Willow Wash de la Formación Kirtland en Nuevo México, fechada hace unos 73 millones de años. Sin embargo, una descripción general posterior de la filogenia de dromeosáuridos afirmó que S. robustus carecía de caracteres de dromeosáuridos y debería considerarse un terópodo indeterminado,  y un estudio publicado en 2014 llevó la conclusión un paso más allá al demostrar que S. robustus se podía asignar a Troodontidae en función de las similitudes con los troodóntidos.

## Clasificación
En 1978, Sues asignó a Saurornitholestes a Dromaeosauridae. Estudios posteriores lo encontraron con mayor frecuencia como miembro del dromeosáurido Velociraptorinae, pero un análisis cladístico realizado por Philip J. Currie en 2009 recuperó una posición en un clado de dromeosáurido más basal que se llamó Saurornitholestinae.

### Filogenia
El cladograma a continuación es el resultado de un análisis de 2019 realizado por Philip J. Currie y David C. Evans. Currie y Evans recuperaron a Saurornitholestes como el taxón hermano de Atrociraptor.

|  | Atrociraptor marshalli      |
|  |                             |
|  | Saurornitholestes langstoni |
|  |                             |

|  | Dakotaraptor steini |
|  | |
|  | \| \| Formación Baynshire nov. sp. \| \| \| \| \| \| Boreonykus certekorum \| \| \| \| \| \| Dromaeosaurus albertensis \| \| \| \| |
|  | |
|  | Formación Baynshire nov. sp. |
|  | |
|  | Boreonykus certekorum |
|  | |
|  | Dromaeosaurus albertensis |
|  | |

|  | Formación Baynshire nov. sp. |
|  |                              |
|  | Boreonykus certekorum        |
|  |                              |
|  | Dromaeosaurus albertensis    |
|  |                              |

|  | Adasaurus mongoliensis                                                             |
|  |                                                                                    |
|  | \| \| Achillobator giganticus \| \| \| \| \| \| Utahraptor ostrommaysi \| \| \| \| |
|  |                                                                                    |
|  | Achillobator giganticus                                                            |
|  |                                                                                    |
|  | Utahraptor ostrommaysi                                                             |
|  |                                                                                    |

|  | Achillobator giganticus |
|  |                         |
|  | Utahraptor ostrommaysi  |
|  |                         |

|  | Velociraptor osmolskae                                                    |
|  |                                                                           |
|  | \| \| Linheraptor exquisitus \| \| \| \| \| \| Tsaagan mangas \| \| \| \| |
|  |                                                                           |
|  | Linheraptor exquisitus                                                    |
|  |                                                                           |
|  | Tsaagan mangas                                                            |
|  |                                                                           |

|  | Linheraptor exquisitus |
|  |                        |
|  | Tsaagan mangas         |
|  |                        |

|  | Velociraptor osmolskae                                                    |
|  |                                                                           |
|  | \| \| Linheraptor exquisitus \| \| \| \| \| \| Tsaagan mangas \| \| \| \| |
|  |                                                                           |
|  | Linheraptor exquisitus                                                    |
|  |                                                                           |
|  | Tsaagan mangas                                                            |
|  |                                                                           |

|  | Linheraptor exquisitus |
|  |                        |
|  | Tsaagan mangas         |
|  |                        |

|  | Velociraptor osmolskae                                                    |
|  |                                                                           |
|  | \| \| Linheraptor exquisitus \| \| \| \| \| \| Tsaagan mangas \| \| \| \| |
|  |                                                                           |
|  | Linheraptor exquisitus                                                    |
|  |                                                                           |
|  | Tsaagan mangas                                                            |
|  |                                                                           |

|  | Linheraptor exquisitus |
|  |                        |
|  | Tsaagan mangas         |
|  |                        |

|  | Velociraptor osmolskae                                                    |
|  |                                                                           |
|  | \| \| Linheraptor exquisitus \| \| \| \| \| \| Tsaagan mangas \| \| \| \| |
|  |                                                                           |
|  | Linheraptor exquisitus                                                    |
|  |                                                                           |
|  | Tsaagan mangas                                                            |
|  |                                                                           |

|  | Linheraptor exquisitus |
|  |                        |
|  | Tsaagan mangas         |
|  |                        |

|  | Adasaurus mongoliensis                                                             |
|  |                                                                                    |
|  | \| \| Achillobator giganticus \| \| \| \| \| \| Utahraptor ostrommaysi \| \| \| \| |
|  |                                                                                    |
|  | Achillobator giganticus                                                            |
|  |                                                                                    |
|  | Utahraptor ostrommaysi                                                             |
|  |                                                                                    |

|  | Achillobator giganticus |
|  |                         |
|  | Utahraptor ostrommaysi  |
|  |                         |

|  | Velociraptor osmolskae                                                    |
|  |                                                                           |
|  | \| \| Linheraptor exquisitus \| \| \| \| \| \| Tsaagan mangas \| \| \| \| |
|  |                                                                           |
|  | Linheraptor exquisitus                                                    |
|  |                                                                           |
|  | Tsaagan mangas                                                            |
|  |                                                                           |

|  | Linheraptor exquisitus |
|  |                        |
|  | Tsaagan mangas         |
|  |                        |

|  | Velociraptor osmolskae                                                    |
|  |                                                                           |
|  | \| \| Linheraptor exquisitus \| \| \| \| \| \| Tsaagan mangas \| \| \| \| |
|  |                                                                           |
|  | Linheraptor exquisitus                                                    |
|  |                                                                           |
|  | Tsaagan mangas                                                            |
|  |                                                                           |

|  | Linheraptor exquisitus |
|  |                        |
|  | Tsaagan mangas         |
|  |                        |

|  | Velociraptor osmolskae                                                    |
|  |                                                                           |
|  | \| \| Linheraptor exquisitus \| \| \| \| \| \| Tsaagan mangas \| \| \| \| |
|  |                                                                           |
|  | Linheraptor exquisitus                                                    |
|  |                                                                           |
|  | Tsaagan mangas                                                            |
|  |                                                                           |

|  | Linheraptor exquisitus |
|  |                        |
|  | Tsaagan mangas         |
|  |                        |

|  | Velociraptor osmolskae                                                    |
|  |                                                                           |
|  | \| \| Linheraptor exquisitus \| \| \| \| \| \| Tsaagan mangas \| \| \| \| |
|  |                                                                           |
|  | Linheraptor exquisitus                                                    |
|  |                                                                           |
|  | Tsaagan mangas                                                            |
|  |                                                                           |

|  | Linheraptor exquisitus |
|  |                        |
|  | Tsaagan mangas         |
|  |                        |

|  | Adasaurus mongoliensis                                                             |
|  |                                                                                    |
|  | \| \| Achillobator giganticus \| \| \| \| \| \| Utahraptor ostrommaysi \| \| \| \| |
|  |                                                                                    |
|  | Achillobator giganticus                                                            |
|  |                                                                                    |
|  | Utahraptor ostrommaysi                                                             |
|  |                                                                                    |

|  | Achillobator giganticus |
|  |                         |
|  | Utahraptor ostrommaysi  |
|  |                         |

|  | Velociraptor osmolskae                                                    |
|  |                                                                           |
|  | \| \| Linheraptor exquisitus \| \| \| \| \| \| Tsaagan mangas \| \| \| \| |
|  |                                                                           |
|  | Linheraptor exquisitus                                                    |
|  |                                                                           |
|  | Tsaagan mangas                                                            |
|  |                                                                           |

|  | Linheraptor exquisitus |
|  |                        |
|  | Tsaagan mangas         |
|  |                        |

|  | Velociraptor osmolskae                                                    |
|  |                                                                           |
|  | \| \| Linheraptor exquisitus \| \| \| \| \| \| Tsaagan mangas \| \| \| \| |
|  |                                                                           |
|  | Linheraptor exquisitus                                                    |
|  |                                                                           |
|  | Tsaagan mangas                                                            |
|  |                                                                           |

|  | Linheraptor exquisitus |
|  |                        |
|  | Tsaagan mangas         |
|  |                        |

|  | Velociraptor osmolskae                                                    |
|  |                                                                           |
|  | \| \| Linheraptor exquisitus \| \| \| \| \| \| Tsaagan mangas \| \| \| \| |
|  |                                                                           |
|  | Linheraptor exquisitus                                                    |
|  |                                                                           |
|  | Tsaagan mangas                                                            |
|  |                                                                           |

|  | Linheraptor exquisitus |
|  |                        |
|  | Tsaagan mangas         |
|  |                        |

|  | Velociraptor osmolskae                                                    |
|  |                                                                           |
|  | \| \| Linheraptor exquisitus \| \| \| \| \| \| Tsaagan mangas \| \| \| \| |
|  |                                                                           |
|  | Linheraptor exquisitus                                                    |
|  |                                                                           |
|  | Tsaagan mangas                                                            |
|  |                                                                           |

|  | Linheraptor exquisitus |
|  |                        |
|  | Tsaagan mangas         |
|  |                        |

|  | Adasaurus mongoliensis                                                             |
|  |                                                                                    |
|  | \| \| Achillobator giganticus \| \| \| \| \| \| Utahraptor ostrommaysi \| \| \| \| |
|  |                                                                                    |
|  | Achillobator giganticus                                                            |
|  |                                                                                    |
|  | Utahraptor ostrommaysi                                                             |
|  |                                                                                    |

|  | Achillobator giganticus |
|  |                         |
|  | Utahraptor ostrommaysi  |
|  |                         |

|  | Velociraptor osmolskae                                                    |
|  |                                                                           |
|  | \| \| Linheraptor exquisitus \| \| \| \| \| \| Tsaagan mangas \| \| \| \| |
|  |                                                                           |
|  | Linheraptor exquisitus                                                    |
|  |                                                                           |
|  | Tsaagan mangas                                                            |
|  |                                                                           |

|  | Linheraptor exquisitus |
|  |                        |
|  | Tsaagan mangas         |
|  |                        |

|  | Velociraptor osmolskae                                                    |
|  |                                                                           |
|  | \| \| Linheraptor exquisitus \| \| \| \| \| \| Tsaagan mangas \| \| \| \| |
|  |                                                                           |
|  | Linheraptor exquisitus                                                    |
|  |                                                                           |
|  | Tsaagan mangas                                                            |
|  |                                                                           |

|  | Linheraptor exquisitus |
|  |                        |
|  | Tsaagan mangas         |
|  |                        |

|  | Velociraptor osmolskae                                                    |
|  |                                                                           |
|  | \| \| Linheraptor exquisitus \| \| \| \| \| \| Tsaagan mangas \| \| \| \| |
|  |                                                                           |
|  | Linheraptor exquisitus                                                    |
|  |                                                                           |
|  | Tsaagan mangas                                                            |
|  |                                                                           |

|  | Linheraptor exquisitus |
|  |                        |
|  | Tsaagan mangas         |
|  |                        |

|  | Velociraptor osmolskae                                                    |
|  |                                                                           |
|  | \| \| Linheraptor exquisitus \| \| \| \| \| \| Tsaagan mangas \| \| \| \| |
|  |                                                                           |
|  | Linheraptor exquisitus                                                    |
|  |                                                                           |
|  | Tsaagan mangas                                                            |
|  |                                                                           |

|  | Linheraptor exquisitus |
|  |                        |
|  | Tsaagan mangas         |
|  |                        |

|  | Dakotaraptor steini |
|  | |
|  | \| \| Formación Baynshire nov. sp. \| \| \| \| \| \| Boreonykus certekorum \| \| \| \| \| \| Dromaeosaurus albertensis \| \| \| \| |
|  | |
|  | Formación Baynshire nov. sp. |
|  | |
|  | Boreonykus certekorum |
|  | |
|  | Dromaeosaurus albertensis |
|  | |

|  | Formación Baynshire nov. sp. |
|  |                              |
|  | Boreonykus certekorum        |
|  |                              |
|  | Dromaeosaurus albertensis    |
|  |                              |

|  | Adasaurus mongoliensis                                                             |
|  |                                                                                    |
|  | \| \| Achillobator giganticus \| \| \| \| \| \| Utahraptor ostrommaysi \| \| \| \| |
|  |                                                                                    |
|  | Achillobator giganticus                                                            |
|  |                                                                                    |
|  | Utahraptor ostrommaysi                                                             |
|  |                                                                                    |

|  | Achillobator giganticus |
|  |                         |
|  | Utahraptor ostrommaysi  |
|  |                         |

|  | Velociraptor osmolskae                                                    |
|  |                                                                           |
|  | \| \| Linheraptor exquisitus \| \| \| \| \| \| Tsaagan mangas \| \| \| \| |
|  |                                                                           |
|  | Linheraptor exquisitus                                                    |
|  |                                                                           |
|  | Tsaagan mangas                                                            |
|  |                                                                           |

|  | Linheraptor exquisitus |
|  |                        |
|  | Tsaagan mangas         |
|  |                        |

|  | Velociraptor osmolskae                                                    |
|  |                                                                           |
|  | \| \| Linheraptor exquisitus \| \| \| \| \| \| Tsaagan mangas \| \| \| \| |
|  |                                                                           |
|  | Linheraptor exquisitus                                                    |
|  |                                                                           |
|  | Tsaagan mangas                                                            |
|  |                                                                           |

|  | Linheraptor exquisitus |
|  |                        |
|  | Tsaagan mangas         |
|  |                        |

|  | Velociraptor osmolskae                                                    |
|  |                                                                           |
|  | \| \| Linheraptor exquisitus \| \| \| \| \| \| Tsaagan mangas \| \| \| \| |
|  |                                                                           |
|  | Linheraptor exquisitus                                                    |
|  |                                                                           |
|  | Tsaagan mangas                                                            |
|  |                                                                           |

|  | Linheraptor exquisitus |
|  |                        |
|  | Tsaagan mangas         |
|  |                        |

|  | Velociraptor osmolskae                                                    |
|  |                                                                           |
|  | \| \| Linheraptor exquisitus \| \| \| \| \| \| Tsaagan mangas \| \| \| \| |
|  |                                                                           |
|  | Linheraptor exquisitus                                                    |
|  |                                                                           |
|  | Tsaagan mangas                                                            |
|  |                                                                           |

|  | Linheraptor exquisitus |
|  |                        |
|  | Tsaagan mangas         |
|  |                        |

|  | Adasaurus mongoliensis                                                             |
|  |                                                                                    |
|  | \| \| Achillobator giganticus \| \| \| \| \| \| Utahraptor ostrommaysi \| \| \| \| |
|  |                                                                                    |
|  | Achillobator giganticus                                                            |
|  |                                                                                    |
|  | Utahraptor ostrommaysi                                                             |
|  |                                                                                    |

|  | Achillobator giganticus |
|  |                         |
|  | Utahraptor ostrommaysi  |
|  |                         |

|  | Velociraptor osmolskae                                                    |
|  |                                                                           |
|  | \| \| Linheraptor exquisitus \| \| \| \| \| \| Tsaagan mangas \| \| \| \| |
|  |                                                                           |
|  | Linheraptor exquisitus                                                    |
|  |                                                                           |
|  | Tsaagan mangas                                                            |
|  |                                                                           |

|  | Linheraptor exquisitus |
|  |                        |
|  | Tsaagan mangas         |
|  |                        |

|  | Velociraptor osmolskae                                                    |
|  |                                                                           |
|  | \| \| Linheraptor exquisitus \| \| \| \| \| \| Tsaagan mangas \| \| \| \| |
|  |                                                                           |
|  | Linheraptor exquisitus                                                    |
|  |                                                                           |
|  | Tsaagan mangas                                                            |
|  |                                                                           |

|  | Linheraptor exquisitus |
|  |                        |
|  | Tsaagan mangas         |
|  |                        |

|  | Velociraptor osmolskae                                                    |
|  |                                                                           |
|  | \| \| Linheraptor exquisitus \| \| \| \| \| \| Tsaagan mangas \| \| \| \| |
|  |                                                                           |
|  | Linheraptor exquisitus                                                    |
|  |                                                                           |
|  | Tsaagan mangas                                                            |
|  |                                                                           |

|  | Linheraptor exquisitus |
|  |                        |
|  | Tsaagan mangas         |
|  |                        |

|  | Velociraptor osmolskae                                                    |
|  |                                                                           |
|  | \| \| Linheraptor exquisitus \| \| \| \| \| \| Tsaagan mangas \| \| \| \| |
|  |                                                                           |
|  | Linheraptor exquisitus                                                    |
|  |                                                                           |
|  | Tsaagan mangas                                                            |
|  |                                                                           |

|  | Linheraptor exquisitus |
|  |                        |
|  | Tsaagan mangas         |
|  |                        |

|  | Adasaurus mongoliensis                                                             |
|  |                                                                                    |
|  | \| \| Achillobator giganticus \| \| \| \| \| \| Utahraptor ostrommaysi \| \| \| \| |
|  |                                                                                    |
|  | Achillobator giganticus                                                            |
|  |                                                                                    |
|  | Utahraptor ostrommaysi                                                             |
|  |                                                                                    |

|  | Achillobator giganticus |
|  |                         |
|  | Utahraptor ostrommaysi  |
|  |                         |

|  | Velociraptor osmolskae                                                    |
|  |                                                                           |
|  | \| \| Linheraptor exquisitus \| \| \| \| \| \| Tsaagan mangas \| \| \| \| |
|  |                                                                           |
|  | Linheraptor exquisitus                                                    |
|  |                                                                           |
|  | Tsaagan mangas                                                            |
|  |                                                                           |

|  | Linheraptor exquisitus |
|  |                        |
|  | Tsaagan mangas         |
|  |                        |

|  | Velociraptor osmolskae                                                    |
|  |                                                                           |
|  | \| \| Linheraptor exquisitus \| \| \| \| \| \| Tsaagan mangas \| \| \| \| |
|  |                                                                           |
|  | Linheraptor exquisitus                                                    |
|  |                                                                           |
|  | Tsaagan mangas                                                            |
|  |                                                                           |

|  | Linheraptor exquisitus |
|  |                        |
|  | Tsaagan mangas         |
|  |                        |

|  | Velociraptor osmolskae                                                    |
|  |                                                                           |
|  | \| \| Linheraptor exquisitus \| \| \| \| \| \| Tsaagan mangas \| \| \| \| |
|  |                                                                           |
|  | Linheraptor exquisitus                                                    |
|  |                                                                           |
|  | Tsaagan mangas                                                            |
|  |                                                                           |

|  | Linheraptor exquisitus |
|  |                        |
|  | Tsaagan mangas         |
|  |                        |

|  | Velociraptor osmolskae                                                    |
|  |                                                                           |
|  | \| \| Linheraptor exquisitus \| \| \| \| \| \| Tsaagan mangas \| \| \| \| |
|  |                                                                           |
|  | Linheraptor exquisitus                                                    |
|  |                                                                           |
|  | Tsaagan mangas                                                            |
|  |                                                                           |

|  | Linheraptor exquisitus |
|  |                        |
|  | Tsaagan mangas         |
|  |                        |

|  | Adasaurus mongoliensis                                                             |
|  |                                                                                    |
|  | \| \| Achillobator giganticus \| \| \| \| \| \| Utahraptor ostrommaysi \| \| \| \| |
|  |                                                                                    |
|  | Achillobator giganticus                                                            |
|  |                                                                                    |
|  | Utahraptor ostrommaysi                                                             |
|  |                                                                                    |

|  | Achillobator giganticus |
|  |                         |
|  | Utahraptor ostrommaysi  |
|  |                         |

|  | Velociraptor osmolskae                                                    |
|  |                                                                           |
|  | \| \| Linheraptor exquisitus \| \| \| \| \| \| Tsaagan mangas \| \| \| \| |
|  |                                                                           |
|  | Linheraptor exquisitus                                                    |
|  |                                                                           |
|  | Tsaagan mangas                                                            |
|  |                                                                           |

|  | Linheraptor exquisitus |
|  |                        |
|  | Tsaagan mangas         |
|  |                        |

|  | Velociraptor osmolskae                                                    |
|  |                                                                           |
|  | \| \| Linheraptor exquisitus \| \| \| \| \| \| Tsaagan mangas \| \| \| \| |
|  |                                                                           |
|  | Linheraptor exquisitus                                                    |
|  |                                                                           |
|  | Tsaagan mangas                                                            |
|  |                                                                           |

|  | Linheraptor exquisitus |
|  |                        |
|  | Tsaagan mangas         |
|  |                        |

|  | Velociraptor osmolskae                                                    |
|  |                                                                           |
|  | \| \| Linheraptor exquisitus \| \| \| \| \| \| Tsaagan mangas \| \| \| \| |
|  |                                                                           |
|  | Linheraptor exquisitus                                                    |
|  |                                                                           |
|  | Tsaagan mangas                                                            |
|  |                                                                           |

|  | Linheraptor exquisitus |
|  |                        |
|  | Tsaagan mangas         |
|  |                        |

|  | Velociraptor osmolskae                                                    |
|  |                                                                           |
|  | \| \| Linheraptor exquisitus \| \| \| \| \| \| Tsaagan mangas \| \| \| \| |
|  |                                                                           |
|  | Linheraptor exquisitus                                                    |
|  |                                                                           |
|  | Tsaagan mangas                                                            |
|  |                                                                           |

|  | Linheraptor exquisitus |
|  |                        |
|  | Tsaagan mangas         |
|  |                        |

|  | Atrociraptor marshalli      |
|  |                             |
|  | Saurornitholestes langstoni |
|  |                             |

|  | Dakotaraptor steini |
|  | |
|  | \| \| Formación Baynshire nov. sp. \| \| \| \| \| \| Boreonykus certekorum \| \| \| \| \| \| Dromaeosaurus albertensis \| \| \| \| |
|  | |
|  | Formación Baynshire nov. sp. |
|  | |
|  | Boreonykus certekorum |
|  | |
|  | Dromaeosaurus albertensis |
|  | |

|  | Formación Baynshire nov. sp. |
|  |                              |
|  | Boreonykus certekorum        |
|  |                              |
|  | Dromaeosaurus albertensis    |
|  |                              |

|  | Adasaurus mongoliensis                                                             |
|  |                                                                                    |
|  | \| \| Achillobator giganticus \| \| \| \| \| \| Utahraptor ostrommaysi \| \| \| \| |
|  |                                                                                    |
|  | Achillobator giganticus                                                            |
|  |                                                                                    |
|  | Utahraptor ostrommaysi                                                             |
|  |                                                                                    |

|  | Achillobator giganticus |
|  |                         |
|  | Utahraptor ostrommaysi  |
|  |                         |

|  | Velociraptor osmolskae                                                    |
|  |                                                                           |
|  | \| \| Linheraptor exquisitus \| \| \| \| \| \| Tsaagan mangas \| \| \| \| |
|  |                                                                           |
|  | Linheraptor exquisitus                                                    |
|  |                                                                           |
|  | Tsaagan mangas                                                            |
|  |                                                                           |

|  | Linheraptor exquisitus |
|  |                        |
|  | Tsaagan mangas         |
|  |                        |

|  | Velociraptor osmolskae                                                    |
|  |                                                                           |
|  | \| \| Linheraptor exquisitus \| \| \| \| \| \| Tsaagan mangas \| \| \| \| |
|  |                                                                           |
|  | Linheraptor exquisitus                                                    |
|  |                                                                           |
|  | Tsaagan mangas                                                            |
|  |                                                                           |

|  | Linheraptor exquisitus |
|  |                        |
|  | Tsaagan mangas         |
|  |                        |

|  | Velociraptor osmolskae                                                    |
|  |                                                                           |
|  | \| \| Linheraptor exquisitus \| \| \| \| \| \| Tsaagan mangas \| \| \| \| |
|  |                                                                           |
|  | Linheraptor exquisitus                                                    |
|  |                                                                           |
|  | Tsaagan mangas                                                            |
|  |                                                                           |

|  | Linheraptor exquisitus |
|  |                        |
|  | Tsaagan mangas         |
|  |                        |

|  | Velociraptor osmolskae                                                    |
|  |                                                                           |
|  | \| \| Linheraptor exquisitus \| \| \| \| \| \| Tsaagan mangas \| \| \| \| |
|  |                                                                           |
|  | Linheraptor exquisitus                                                    |
|  |                                                                           |
|  | Tsaagan mangas                                                            |
|  |                                                                           |

|  | Linheraptor exquisitus |
|  |                        |
|  | Tsaagan mangas         |
|  |                        |

|  | Adasaurus mongoliensis                                                             |
|  |                                                                                    |
|  | \| \| Achillobator giganticus \| \| \| \| \| \| Utahraptor ostrommaysi \| \| \| \| |
|  |                                                                                    |
|  | Achillobator giganticus                                                            |
|  |                                                                                    |
|  | Utahraptor ostrommaysi                                                             |
|  |                                                                                    |

|  | Achillobator giganticus |
|  |                         |
|  | Utahraptor ostrommaysi  |
|  |                         |

|  | Velociraptor osmolskae                                                    |
|  |                                                                           |
|  | \| \| Linheraptor exquisitus \| \| \| \| \| \| Tsaagan mangas \| \| \| \| |
|  |                                                                           |
|  | Linheraptor exquisitus                                                    |
|  |                                                                           |
|  | Tsaagan mangas                                                            |
|  |                                                                           |

|  | Linheraptor exquisitus |
|  |                        |
|  | Tsaagan mangas         |
|  |                        |

|  | Velociraptor osmolskae                                                    |
|  |                                                                           |
|  | \| \| Linheraptor exquisitus \| \| \| \| \| \| Tsaagan mangas \| \| \| \| |
|  |                                                                           |
|  | Linheraptor exquisitus                                                    |
|  |                                                                           |
|  | Tsaagan mangas                                                            |
|  |                                                                           |

|  | Linheraptor exquisitus |
|  |                        |
|  | Tsaagan mangas         |
|  |                        |

|  | Velociraptor osmolskae                                                    |
|  |                                                                           |
|  | \| \| Linheraptor exquisitus \| \| \| \| \| \| Tsaagan mangas \| \| \| \| |
|  |                                                                           |
|  | Linheraptor exquisitus                                                    |
|  |                                                                           |
|  | Tsaagan mangas                                                            |
|  |                                                                           |

|  | Linheraptor exquisitus |
|  |                        |
|  | Tsaagan mangas         |
|  |                        |

|  | Velociraptor osmolskae                                                    |
|  |                                                                           |
|  | \| \| Linheraptor exquisitus \| \| \| \| \| \| Tsaagan mangas \| \| \| \| |
|  |                                                                           |
|  | Linheraptor exquisitus                                                    |
|  |                                                                           |
|  | Tsaagan mangas                                                            |
|  |                                                                           |

|  | Linheraptor exquisitus |
|  |                        |
|  | Tsaagan mangas         |
|  |                        |

|  | Adasaurus mongoliensis                                                             |
|  |                                                                                    |
|  | \| \| Achillobator giganticus \| \| \| \| \| \| Utahraptor ostrommaysi \| \| \| \| |
|  |                                                                                    |
|  | Achillobator giganticus                                                            |
|  |                                                                                    |
|  | Utahraptor ostrommaysi                                                             |
|  |                                                                                    |

|  | Achillobator giganticus |
|  |                         |
|  | Utahraptor ostrommaysi  |
|  |                         |

|  | Velociraptor osmolskae                                                    |
|  |                                                                           |
|  | \| \| Linheraptor exquisitus \| \| \| \| \| \| Tsaagan mangas \| \| \| \| |
|  |                                                                           |
|  | Linheraptor exquisitus                                                    |
|  |                                                                           |
|  | Tsaagan mangas                                                            |
|  |                                                                           |

|  | Linheraptor exquisitus |
|  |                        |
|  | Tsaagan mangas         |
|  |                        |

|  | Velociraptor osmolskae                                                    |
|  |                                                                           |
|  | \| \| Linheraptor exquisitus \| \| \| \| \| \| Tsaagan mangas \| \| \| \| |
|  |                                                                           |
|  | Linheraptor exquisitus                                                    |
|  |                                                                           |
|  | Tsaagan mangas                                                            |
|  |                                                                           |

|  | Linheraptor exquisitus |
|  |                        |
|  | Tsaagan mangas         |
|  |                        |

|  | Velociraptor osmolskae                                                    |
|  |                                                                           |
|  | \| \| Linheraptor exquisitus \| \| \| \| \| \| Tsaagan mangas \| \| \| \| |
|  |                                                                           |
|  | Linheraptor exquisitus                                                    |
|  |                                                                           |
|  | Tsaagan mangas                                                            |
|  |                                                                           |

|  | Linheraptor exquisitus |
|  |                        |
|  | Tsaagan mangas         |
|  |                        |

|  | Velociraptor osmolskae                                                    |
|  |                                                                           |
|  | \| \| Linheraptor exquisitus \| \| \| \| \| \| Tsaagan mangas \| \| \| \| |
|  |                                                                           |
|  | Linheraptor exquisitus                                                    |
|  |                                                                           |
|  | Tsaagan mangas                                                            |
|  |                                                                           |

|  | Linheraptor exquisitus |
|  |                        |
|  | Tsaagan mangas         |
|  |                        |

|  | Adasaurus mongoliensis                                                             |
|  |                                                                                    |
|  | \| \| Achillobator giganticus \| \| \| \| \| \| Utahraptor ostrommaysi \| \| \| \| |
|  |                                                                                    |
|  | Achillobator giganticus                                                            |
|  |                                                                                    |
|  | Utahraptor ostrommaysi                                                             |
|  |                                                                                    |

|  | Achillobator giganticus |
|  |                         |
|  | Utahraptor ostrommaysi  |
|  |                         |

|  | Velociraptor osmolskae                                                    |
|  |                                                                           |
|  | \| \| Linheraptor exquisitus \| \| \| \| \| \| Tsaagan mangas \| \| \| \| |
|  |                                                                           |
|  | Linheraptor exquisitus                                                    |
|  |                                                                           |
|  | Tsaagan mangas                                                            |
|  |                                                                           |

|  | Linheraptor exquisitus |
|  |                        |
|  | Tsaagan mangas         |
|  |                        |

|  | Velociraptor osmolskae                                                    |
|  |                                                                           |
|  | \| \| Linheraptor exquisitus \| \| \| \| \| \| Tsaagan mangas \| \| \| \| |
|  |                                                                           |
|  | Linheraptor exquisitus                                                    |
|  |                                                                           |
|  | Tsaagan mangas                                                            |
|  |                                                                           |

|  | Linheraptor exquisitus |
|  |                        |
|  | Tsaagan mangas         |
|  |                        |

|  | Velociraptor osmolskae                                                    |
|  |                                                                           |
|  | \| \| Linheraptor exquisitus \| \| \| \| \| \| Tsaagan mangas \| \| \| \| |
|  |                                                                           |
|  | Linheraptor exquisitus                                                    |
|  |                                                                           |
|  | Tsaagan mangas                                                            |
|  |                                                                           |

|  | Linheraptor exquisitus |
|  |                        |
|  | Tsaagan mangas         |
|  |                        |

|  | Velociraptor osmolskae                                                    |
|  |                                                                           |
|  | \| \| Linheraptor exquisitus \| \| \| \| \| \| Tsaagan mangas \| \| \| \| |
|  |                                                                           |
|  | Linheraptor exquisitus                                                    |
|  |                                                                           |
|  | Tsaagan mangas                                                            |
|  |                                                                           |

|  | Linheraptor exquisitus |
|  |                        |
|  | Tsaagan mangas         |
|  |                        |

|  | Dakotaraptor steini |
|  | |
|  | \| \| Formación Baynshire nov. sp. \| \| \| \| \| \| Boreonykus certekorum \| \| \| \| \| \| Dromaeosaurus albertensis \| \| \| \| |
|  | |
|  | Formación Baynshire nov. sp. |
|  | |
|  | Boreonykus certekorum |
|  | |
|  | Dromaeosaurus albertensis |
|  | |

|  | Formación Baynshire nov. sp. |
|  |                              |
|  | Boreonykus certekorum        |
|  |                              |
|  | Dromaeosaurus albertensis    |
|  |                              |

|  | Adasaurus mongoliensis                                                             |
|  |                                                                                    |
|  | \| \| Achillobator giganticus \| \| \| \| \| \| Utahraptor ostrommaysi \| \| \| \| |
|  |                                                                                    |
|  | Achillobator giganticus                                                            |
|  |                                                                                    |
|  | Utahraptor ostrommaysi                                                             |
|  |                                                                                    |

|  | Achillobator giganticus |
|  |                         |
|  | Utahraptor ostrommaysi  |
|  |                         |

|  | Velociraptor osmolskae                                                    |
|  |                                                                           |
|  | \| \| Linheraptor exquisitus \| \| \| \| \| \| Tsaagan mangas \| \| \| \| |
|  |                                                                           |
|  | Linheraptor exquisitus                                                    |
|  |                                                                           |
|  | Tsaagan mangas                                                            |
|  |                                                                           |

|  | Linheraptor exquisitus |
|  |                        |
|  | Tsaagan mangas         |
|  |                        |

|  | Velociraptor osmolskae                                                    |
|  |                                                                           |
|  | \| \| Linheraptor exquisitus \| \| \| \| \| \| Tsaagan mangas \| \| \| \| |
|  |                                                                           |
|  | Linheraptor exquisitus                                                    |
|  |                                                                           |
|  | Tsaagan mangas                                                            |
|  |                                                                           |

|  | Linheraptor exquisitus |
|  |                        |
|  | Tsaagan mangas         |
|  |                        |

|  | Velociraptor osmolskae                                                    |
|  |                                                                           |
|  | \| \| Linheraptor exquisitus \| \| \| \| \| \| Tsaagan mangas \| \| \| \| |
|  |                                                                           |
|  | Linheraptor exquisitus                                                    |
|  |                                                                           |
|  | Tsaagan mangas                                                            |
|  |                                                                           |

|  | Linheraptor exquisitus |
|  |                        |
|  | Tsaagan mangas         |
|  |                        |

|  | Velociraptor osmolskae                                                    |
|  |                                                                           |
|  | \| \| Linheraptor exquisitus \| \| \| \| \| \| Tsaagan mangas \| \| \| \| |
|  |                                                                           |
|  | Linheraptor exquisitus                                                    |
|  |                                                                           |
|  | Tsaagan mangas                                                            |
|  |                                                                           |

|  | Linheraptor exquisitus |
|  |                        |
|  | Tsaagan mangas         |
|  |                        |

|  | Adasaurus mongoliensis                                                             |
|  |                                                                                    |
|  | \| \| Achillobator giganticus \| \| \| \| \| \| Utahraptor ostrommaysi \| \| \| \| |
|  |                                                                                    |
|  | Achillobator giganticus                                                            |
|  |                                                                                    |
|  | Utahraptor ostrommaysi                                                             |
|  |                                                                                    |

|  | Achillobator giganticus |
|  |                         |
|  | Utahraptor ostrommaysi  |
|  |                         |

|  | Velociraptor osmolskae                                                    |
|  |                                                                           |
|  | \| \| Linheraptor exquisitus \| \| \| \| \| \| Tsaagan mangas \| \| \| \| |
|  |                                                                           |
|  | Linheraptor exquisitus                                                    |
|  |                                                                           |
|  | Tsaagan mangas                                                            |
|  |                                                                           |

|  | Linheraptor exquisitus |
|  |                        |
|  | Tsaagan mangas         |
|  |                        |

|  | Velociraptor osmolskae                                                    |
|  |                                                                           |
|  | \| \| Linheraptor exquisitus \| \| \| \| \| \| Tsaagan mangas \| \| \| \| |
|  |                                                                           |
|  | Linheraptor exquisitus                                                    |
|  |                                                                           |
|  | Tsaagan mangas                                                            |
|  |                                                                           |

|  | Linheraptor exquisitus |
|  |                        |
|  | Tsaagan mangas         |
|  |                        |

|  | Velociraptor osmolskae                                                    |
|  |                                                                           |
|  | \| \| Linheraptor exquisitus \| \| \| \| \| \| Tsaagan mangas \| \| \| \| |
|  |                                                                           |
|  | Linheraptor exquisitus                                                    |
|  |                                                                           |
|  | Tsaagan mangas                                                            |
|  |                                                                           |

|  | Linheraptor exquisitus |
|  |                        |
|  | Tsaagan mangas         |
|  |                        |

|  | Velociraptor osmolskae                                                    |
|  |                                                                           |
|  | \| \| Linheraptor exquisitus \| \| \| \| \| \| Tsaagan mangas \| \| \| \| |
|  |                                                                           |
|  | Linheraptor exquisitus                                                    |
|  |                                                                           |
|  | Tsaagan mangas                                                            |
|  |                                                                           |

|  | Linheraptor exquisitus |
|  |                        |
|  | Tsaagan mangas         |
|  |                        |

|  | Adasaurus mongoliensis                                                             |
|  |                                                                                    |
|  | \| \| Achillobator giganticus \| \| \| \| \| \| Utahraptor ostrommaysi \| \| \| \| |
|  |                                                                                    |
|  | Achillobator giganticus                                                            |
|  |                                                                                    |
|  | Utahraptor ostrommaysi                                                             |
|  |                                                                                    |

|  | Achillobator giganticus |
|  |                         |
|  | Utahraptor ostrommaysi  |
|  |                         |

|  | Velociraptor osmolskae                                                    |
|  |                                                                           |
|  | \| \| Linheraptor exquisitus \| \| \| \| \| \| Tsaagan mangas \| \| \| \| |
|  |                                                                           |
|  | Linheraptor exquisitus                                                    |
|  |                                                                           |
|  | Tsaagan mangas                                                            |
|  |                                                                           |

|  | Linheraptor exquisitus |
|  |                        |
|  | Tsaagan mangas         |
|  |                        |

|  | Velociraptor osmolskae                                                    |
|  |                                                                           |
|  | \| \| Linheraptor exquisitus \| \| \| \| \| \| Tsaagan mangas \| \| \| \| |
|  |                                                                           |
|  | Linheraptor exquisitus                                                    |
|  |                                                                           |
|  | Tsaagan mangas                                                            |
|  |                                                                           |

|  | Linheraptor exquisitus |
|  |                        |
|  | Tsaagan mangas         |
|  |                        |

|  | Velociraptor osmolskae                                                    |
|  |                                                                           |
|  | \| \| Linheraptor exquisitus \| \| \| \| \| \| Tsaagan mangas \| \| \| \| |
|  |                                                                           |
|  | Linheraptor exquisitus                                                    |
|  |                                                                           |
|  | Tsaagan mangas                                                            |
|  |                                                                           |

|  | Linheraptor exquisitus |
|  |                        |
|  | Tsaagan mangas         |
|  |                        |

|  | Velociraptor osmolskae                                                    |
|  |                                                                           |
|  | \| \| Linheraptor exquisitus \| \| \| \| \| \| Tsaagan mangas \| \| \| \| |
|  |                                                                           |
|  | Linheraptor exquisitus                                                    |
|  |                                                                           |
|  | Tsaagan mangas                                                            |
|  |                                                                           |

|  | Linheraptor exquisitus |
|  |                        |
|  | Tsaagan mangas         |
|  |                        |

|  | Adasaurus mongoliensis                                                             |
|  |                                                                                    |
|  | \| \| Achillobator giganticus \| \| \| \| \| \| Utahraptor ostrommaysi \| \| \| \| |
|  |                                                                                    |
|  | Achillobator giganticus                                                            |
|  |                                                                                    |
|  | Utahraptor ostrommaysi                                                             |
|  |                                                                                    |

|  | Achillobator giganticus |
|  |                         |
|  | Utahraptor ostrommaysi  |
|  |                         |

|  | Velociraptor osmolskae                                                    |
|  |                                                                           |
|  | \| \| Linheraptor exquisitus \| \| \| \| \| \| Tsaagan mangas \| \| \| \| |
|  |                                                                           |
|  | Linheraptor exquisitus                                                    |
|  |                                                                           |
|  | Tsaagan mangas                                                            |
|  |                                                                           |

|  | Linheraptor exquisitus |
|  |                        |
|  | Tsaagan mangas         |
|  |                        |

|  | Velociraptor osmolskae                                                    |
|  |                                                                           |
|  | \| \| Linheraptor exquisitus \| \| \| \| \| \| Tsaagan mangas \| \| \| \| |
|  |                                                                           |
|  | Linheraptor exquisitus                                                    |
|  |                                                                           |
|  | Tsaagan mangas                                                            |
|  |                                                                           |

|  | Linheraptor exquisitus |
|  |                        |
|  | Tsaagan mangas         |
|  |                        |

|  | Velociraptor osmolskae                                                    |
|  |                                                                           |
|  | \| \| Linheraptor exquisitus \| \| \| \| \| \| Tsaagan mangas \| \| \| \| |
|  |                                                                           |
|  | Linheraptor exquisitus                                                    |
|  |                                                                           |
|  | Tsaagan mangas                                                            |
|  |                                                                           |

|  | Linheraptor exquisitus |
|  |                        |
|  | Tsaagan mangas         |
|  |                        |

|  | Velociraptor osmolskae                                                    |
|  |                                                                           |
|  | \| \| Linheraptor exquisitus \| \| \| \| \| \| Tsaagan mangas \| \| \| \| |
|  |                                                                           |
|  | Linheraptor exquisitus                                                    |
|  |                                                                           |
|  | Tsaagan mangas                                                            |
|  |                                                                           |

|  | Linheraptor exquisitus |
|  |                        |
|  | Tsaagan mangas         |
|  |                        |

## Paleobiología

### Lesiones
En 2001, Bruce Rothschild y otros publicaron un estudio que examina la evidencia de fracturas por estrés y avulsiones de tendones en dinosaurios terópodos y las implicaciones para su comportamiento. Descubrieron que en solo dos de los 82 huesos del pie de Saurornitholestes revisados se detecto fracturas por estrés. Se encontró que dos de los nueve huesos de la mano examinados para detectar fracturas por sobrecarga los tenían.

### Alimentación
Los hábitos de alimentación de Saurornitholestes era la típica de los terópodos celurosaurianos, con un característico método de alimentación de pinchazo y tirar. Estudios de patrones de desgaste en los dientes de este animal por Angélica Torices et al. en un estudio sobre los hábitos de alimentación de los terópodos indican que los dientes de los dromeosáuridos comparten patrones de desgaste similares a los observados en los tyrannosauridae y troodontidae, respectivamente. Sin embargo, el microdesgaste en los dientes indicó que Saurornitholestes probablemente prefirió presas más grandes que los troodóntidos con los que compartía su entorno. Tales diferenciaciones en su dieta probablemente le permitieron al terópodo habitar el mismo ambiente que sus parientes maniraptoranos más distantes. El mismo estudio también indicó que tanto Saurornitholestes y el relacionado Dromaeosaurus, también analizado en el estudio, probablemente incluyeron huesos en su dieta y se adaptaron mejor para manejar el estrés asociado con atacar a las presas que luchan, mientras que los troodóntidos, equipados con mandíbulas más débiles, se alimentaban de animales más blandos y presas como invertebrados y carroña. Esta estrategia de alimentación y capacidad para manejar presas en lucha también fue una característica que el dromeosáurido también compartió con tiranosáuridos como Gorgosaurus, que también se analizó en dicho estudio junto con estos terópodos más pequeños. Se han encontrado dientes de Saurornitholestes arraigados en el hueso del ala del pterosaurio Quetzalcoatlus. Debido a que el pterosaurio era mucho más grande que Saurornitholestes, Currie y Jacobsen sugieren que el terópodo se habría alimentado del cadáver de este animal.

## Paleoecología
Saurornitholestes se encontró a ambos lados de la vía marítima interior occidental. Alberta, la ubicación de Saurornitholestes langstoni, tenía un hábitat similar al del Medio Oeste de los Estados Unidos al ser llanuras y pantanos de llanuras aluviales. En su área de distribución oriental, Saurornitholestes vivía junto a hadrosáuridos como Eotrachodon e Hypsibema, grandes terópodos como Appalachiosaurus y Dryptosaurus, un ornitomimosauriano no identificado y otro pequeño terópodo no identificado que probablemente era un dromeosáurido o un troodóntido. Saurornitholestes parece haber sido el terópodo pequeño más común en el Parque Provincial de Dinosaurios y los dientes y huesos son mucho más comunes que los de su contemporáneo más masivo, Dromaeosaurus. 

### Marcas de mordeduras de tiranosáurido
Aase Roland Jacobsen publicó una descripción de un dentario de Saurornitholestes en 2001. El dentario mide unos 12 centímetros de largo y conserva quince posiciones dentales, de las cuales solo diez conservan dientes. Tres marcas dentales eran visibles en la superficie interna "lingual" del dentario. Dos de las tres marcas son series de ranuras hechas por las estrías en los dientes del que las hizo. Las estrías tienen entre 0,37  y 0,40 milímetros de espesor con secciones transversales cuboidales. La forma de las estrías conservadas es demasiado diferente de las de Saurornitholestes para que las marcas sean el resultado de lesiones sufridas durante conductas intraespecíficas de morderse la cara. Aunque la forma correcta para las estrías de los dientes de Dromaeosaurus, las marcas conservadas son demasiado burdas para haber sido dejadas por ese género. Aunque no se puede hacer una identificación específica, el perpetrador más probable sería un individuo juvenil de uno de los tiranosáuridos de la Formación Parque Dinosaurio , como Gorgosaurus o Daspletosaurus .